# Damon Wayans Jr.
Damon Kyle Wayans Jr., född 18 november 1982 i Huntington i Vermont, är en amerikansk skådespelare och komiker.
Wayans hör till filmfamiljen Wayans och är son till skådespelaren Damon Wayans och Lisa Thorner. Han har tre yngre syskon som alla är skådespelare.
Damon Wayans Jr. är bland annat känd för sin roller som Coach i New Girl och Brad Williams i Happy Endings.

## Filmografi i urval
- 1994 – Här kommer Blankman
- 2001–2004 – My Wife and Kids (TV-serie)
- 2006 – The Underground (TV-serie)
- 2009 – Dance Flick
- 2010 – Marmaduke (röst)
- 2010 – The Other Guys
- 2011–2013 – Happy Endings (TV-serie)
- 2011–2015 – New Girl (TV-serie)
- 2014 – Let's Be Cops
- 2014 – Big Hero 6 (röst)
- 2014 – Someone Marry Barry
- 2016 – How to Be Single
- 2025 – Kinda Pregnant